# 澳門公營機構
澳門公營機構是指由澳門特別行政區政府資助成立及營運的機構，按澳門特別行政區政府編制不屬於政府官方部門但亦為政府架構，現時澳門存有公營機構十一間及公共事業機構二十六間。公營機構雖然由政府成立，但所有成員均不屬澳門公務員，其架構類似私營機構，擁有比政府部門更加多的行政管理權利，不過公營機構主要負責人基本上由政府或行政長官批示委任，公共事業機構基本上自行管理，自負盈虧。公共事業機構雖為政府架構但有大部份屬商業性質（如：澳門自來水、澳門電力公司等）。

## 公營機構
澳門現存有十一間公營機構，機構名稱如下：
- 澳門投資發展股份有限公司
- 澳門土木工程實驗室
- 澳門生產力暨科技轉移中心
- 澳門電貿股份有限公司
- 澳門世界貿易中心有限公司
- 澳門特別行政區紅十字會
- 澳門葡文學校基金會
- 東方基金會
- 東方葡萄牙學會
- 澳門都市更新股份有限公司
- 澳門輕軌股份有限公司

## 公共事業機構
澳門現存有二十六間公共事業機構，機構名稱如下：
- 澳門律師公會
- 澳門航空股份有限公司
- 澳門國際機場專營股份有限公司
- 澳門電力股份有限公司
- 澳門廢物處理有限公司
- 澳門泊車管理股份有限公司
- 澳門生產力暨科技轉移中心
- 澳門清潔專營有限公司
- 澳門基本電視頻道股份有限公司
- 澳門電訊有限公司
- 遠東水翼船務有限公司
- 港澳飛翼船有限公司
- 澳門自來水股份有限公司
- 澳門港口管理股份有限公司
- 澳門創新科技中心股份有限公司
- 澳門屠宰場有限公司
- 澳門科學館股份有限公司
- 南光天然氣有限公司
- 澳門工業園區發展有限公司
- 南粵鮮活商品批發市場有限公司
- 澳門公共汽車股份有限公司
- 澳門廣播電視股份有限公司
- 澳門新福利公共汽車有限公司
- 澳門世界貿易中心股份有限公司
- 中天能源控股有限公司
- 澳門有線電視股份有限公司